# Pletenivka
Pletenivka est un village frontalier de la Russie situé dans l'oblast de Kharkiv en Ukraine.

## Histoire
Le 11 mai 2024, la Russie a revendiqué la prise de contrôle de six villages dans l'est de l'Ukraine dont Pletenivka et une source militaire ukrainienne de haut rang a déclaré que les forces russes avaient avancé d'un kilomètre en Ukraine et tentaient de « créer une zone tampon » dans cette région et celle voisine de Soumy.